# هینو سوکه‌تومو

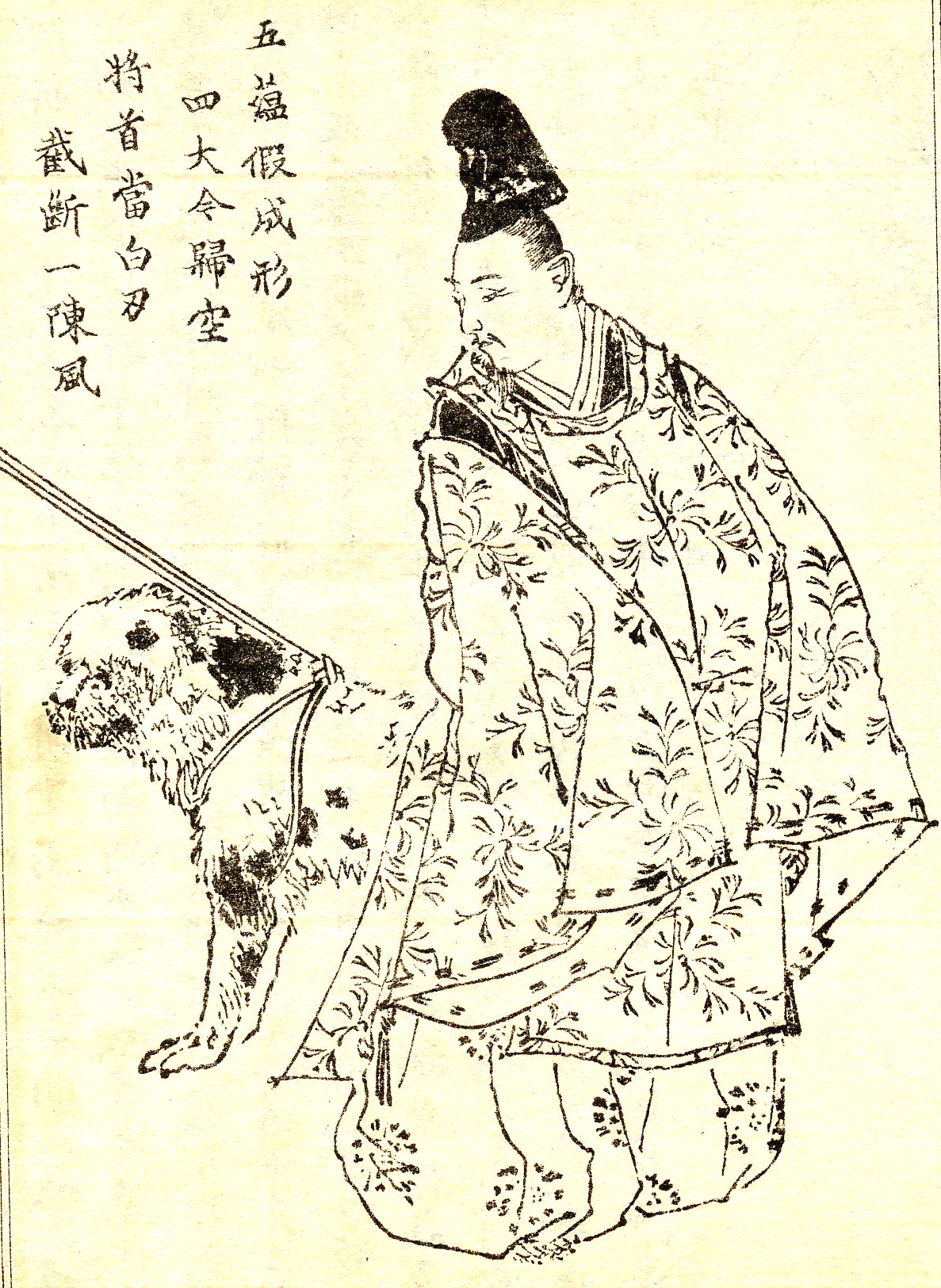

هینو سوکه‌تومو (به ژاپنی: 日野 資朝 ひの すけとも); کوگه اشراف درباری، محقق کنفوسیوس، و استاد چای در اواخر دوره کاماکورا بود. دومین پسر هینو توشیمیتسو، دایناگون ارتش از خانواده ماناتسو-ریو هینو از خاندان فوجیوارای شمالی بود.
او که دومین پسر یک اشراف طبقه متوسط به دنیا آمد، با استعداد خود به درجه اشرف ارشد رسید.